# Symmoriida
Die Symmoriida oder Symmoriiformes sind eine ausgestorbene Ordnung haiartiger Knorpelfische, deren fossile Überreste in marinen Ablagerungen des oberen Paläozoikums gefunden wurden. 

## Merkmale
Die Fische ähneln den Cladoselachia. Wie diesen fehlte den Symmoriida die Afterflosse, ihre Schwanzflosse war gabelförmig und ebenfalls äußerlich symmetrisch. Die Brustflossen waren peitschenartig ausgezogen. Im Unterschied zu den Cladoselachia hatten sie nur eine Rückenflosse, die über den Bauchflossen stand, und keine normal entwickelten Flossenstacheln. Ihre Zähne waren cladodont. Die Symmoriida waren nur entlang des Seitenlinienorgans beschuppt. Die Klaspern waren schon gut entwickelt, unterschieden sich aber von denen moderner Haie.

## Subtaxa
- Symmoriidae, ohne Flossenstacheln.
- Falcatidae, der Rückenflossenstachel der Männchen ist zu einem nach vorn gerichteten hakenförmigen Organ mit zahnbesetzter Oberfläche ausgebildet.
- Stethacanthidae, der Rückflossenstachel der Männchen ist zu einem bürstenförmigen Organ mit zahnbesetzter Oberfläche ausgebildet.

## Weblinks

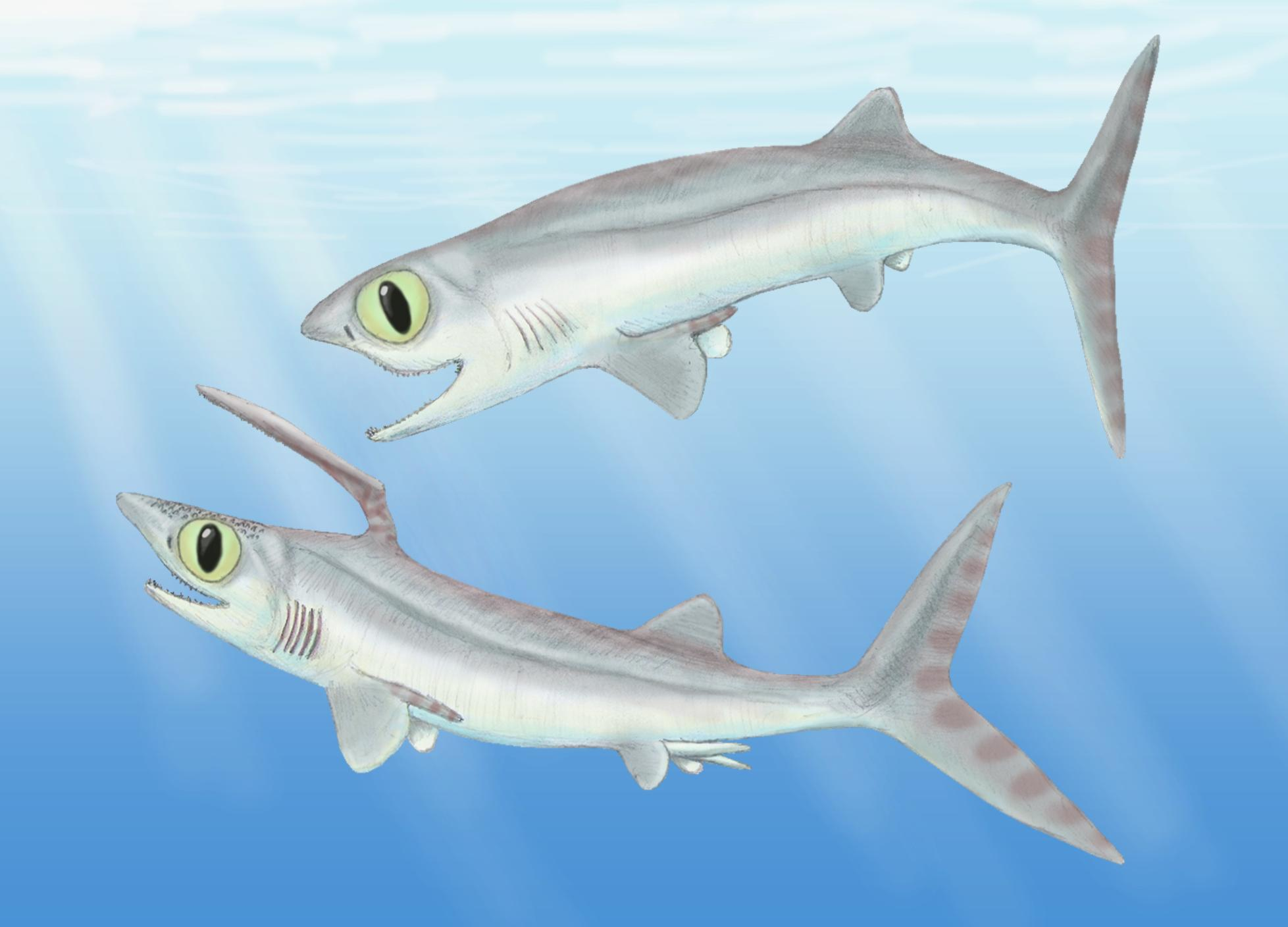
Falcatus falcatus, Lebendrekonstruktion von ♀ (oben) und ♂
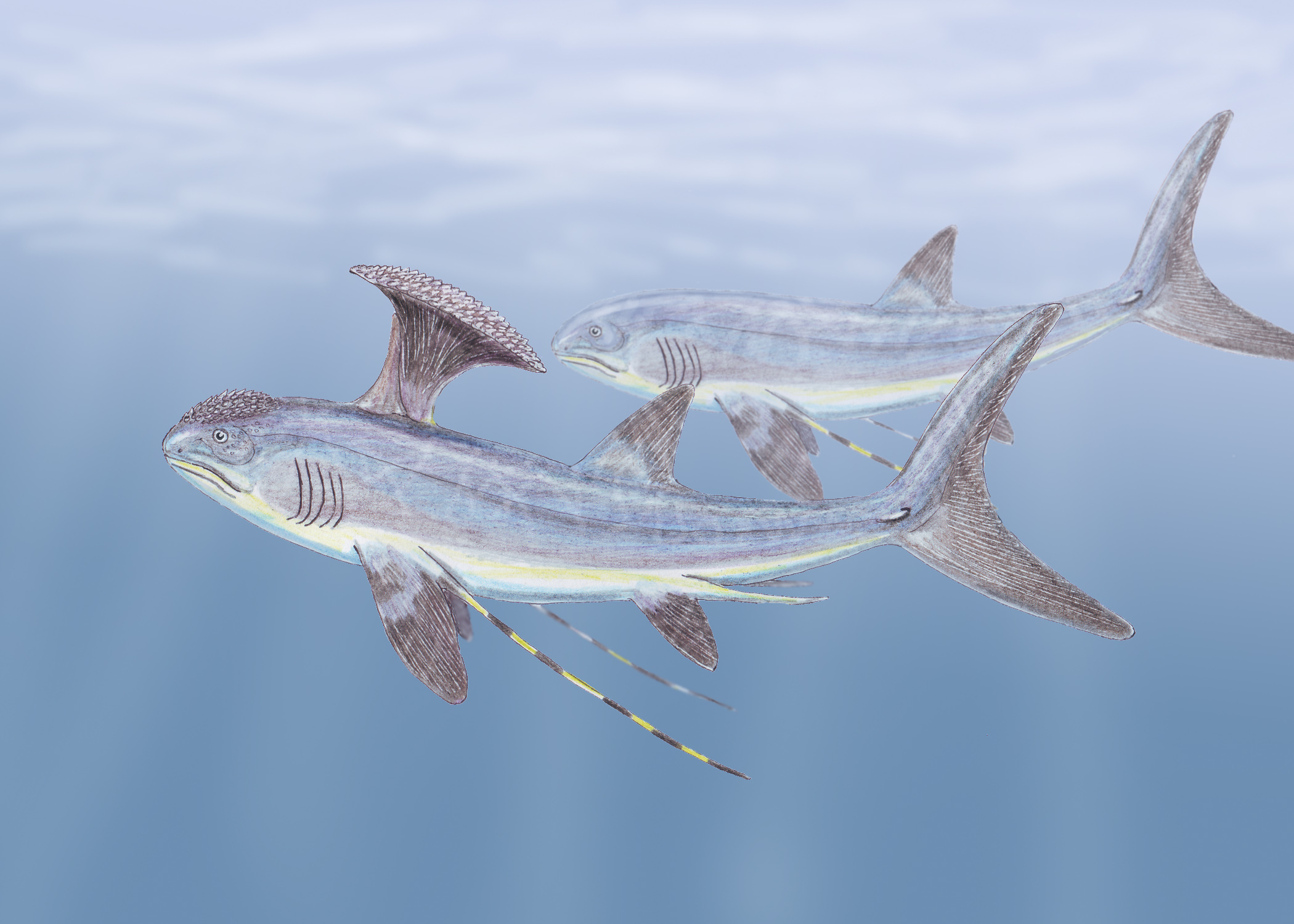
Stethacanthus altonensis, Lebendrekonstruktion von ♂ und ♀